# Dysmicohermes disjunctus
Dysmicohermes disjunctus là một loài côn trùng trong họ Corydalidae thuộc bộ Megaloptera. Loài này được Walker in Lord miêu tả năm 1866.